# Andrzej Izdebski (muzyk)
Andrzej Izdebski, pseudonim Izi (ur. 16 maja 1975 w Warszawie) – polski muzyk, producent i realizator nagrań, występujący i współpracujący z wieloma polskimi i zagranicznymi muzykami (Noel Akchoté, Iliana Alvarado, Olaf Deriglasoff, Gabor Kitzinger, Trey Gunn, Gary Lucas, Henry Keiser, Pat Mastelotto, Tony Levin, Je Chun Park, Zdzisław Piernik, Tadeusz Sudnik, Kazik Staszewski (od 2002), Krzysztof Radzimski, Mazzoll & Arhythmic Perfection, Diffusion Ensamble, Ryszard Tymański, Mikołaj Trzaska) czy Ralph Kamiński. Współpracuje także z rosyjską firmą promocyjną Green Wave International.
W 1999 r. założył zespół Boys Band Trio, natomiast wraz z perkusistą Michałem Gosem utworzył duet Sonus Akrobata.

## Dyskografia
- Mazzoll / Knuth Diffusion Ensemble – Azure Access (1999)
- Boys Band Trio – Curvatura Grande (2000)
- El Dupa – A pudle? (2000)
- Izdebski/Rogulski – Brass 7 (2002)
- SPEC – Pyk (2002)
- Terry Riley & Repetition Orchestra (2002)
- Kazik Staszewski – Piosenki Toma Waitsa (2003)
- Kazik Staszewski – Czterdziesty Pierwszy (2004)
- SPEC – SPEC (2004)
- Kazik Staszewski – Los się musi odmienić (SP Records 2005)
- El Dupa – Gra? (2007)
- Jacek Lachowicz – Za Morzami (2007)
- Sokół feat. Pono – Teraz pieniądz w cenie (2007)
- Kazik Staszewski – Silny Kazik pod Wezwaniem (2008)
- Zacier – Masakra na Wałbrzyskiej, czyli zbiór wesołych piosenek o miłości, tolerancji i wzajemnym poszanowaniu (2009)
- Sonus Akrobata – Mandragora (2009)
- Goatika Creative Lab – Levitations (2009)
- Jacek Lachowicz – Pigs Joys And Organs (2010)
- Jacek Lachowicz – Wersja 2011 (2011)
- Gostrosta – Bum (2012)
- Bracia Figo Fagot – Na Bogatości (2012)
- IncarNations – Odeon (2012)
- Izes – Emotional Risk (2012)
- Bracia Figo Fagot – Eleganckie Chłopaki (2013)
- Logophonic – Little Pieces (2013)
- The Shipyard – Water On Mars (2014)
- Zacier – Skazany Na Garnek (2014)
- L.A.S. – Sssssszzzzzzzzzuuuuuuuuummmmmmm (2014)
- Oczi Cziorne – Aoeiux (2014)
- Zuch Kazik – Zakażone Piosenki (2014)